# Zhongxiang
Zhongxiang (钟祥市S, ZhōngxiángP) è una città-contea della Cina, situata nella provincia di Hubei e amministrata dalla prefettura di Jingmen.